# Gorgos (Tyrann von Ambrakia)
Gorgos oder Gordios war der Sohn des Kypselos, des Tyranns von Korinth und einer Nebenfrau. Gorgos war Tyrann von Ambrakia.
Zusammen mit einem korinthischen Heer zogen Gorgos und Kypselos an den Ambrakischen Golf und eroberten das Land. Gorgos gründete die Städte Ambrakia und Anaktorio. Er durchstach eine Landenge und machte so Lefkas, das er nun Leukas nannte, zu einer Insel.
Gorgos hatte zwei Söhne Periander und Psammetich. Nach seinem Tode wurde Periander Tyrann von Ambrakia.